# Байдешева, Сейдекуль
Сейдекуль Байдешева, другой вариант фамилии — Байдешова (каз. Сейдегүл Байдешова, 1913 год, Аулиеатинский уезд, Сырдарьинская область, Российская империя — дата и место смерти неизвестны) — колхозница, Герой Социалистического Труда (1948).

## Биография
Родилась в 1913 году в окрестностях города Аулие-Ата (ныне — Рыскуловский район, Жамбылская область).
В 1930 году вступила в колхоз «Кенес-1» Свердловского района Джамбулской области. В 1939 году была назначена звеньевой свекловодческого звена.
В 1947 году свекловодческое звено под руководством Сейдекуль Байдешевой собрало по 503 центнера сахарной свеклы с участка площадью 7,25 гектаров и 841 центнеров сахарной свеклы с участка площадью 2 гектара. За этот доблестный труд она была удостоена в 1948 году звания Героя Социалистического Труда.

## Награды
- Герой Социалистического Труда (1948)
- Орден Ленина (1948)
- Медаль «За доблестный труд в Великой Отечественной войне 1941—1945 гг.»